# Benjamín Rattenbach
Benjamín Rattenbach (Santiago del Estero, 14 de septiembre de 1898-Buenos Aires, 8 de agosto de 1984) fue militar argentino especialmente recordado por el Informe Rattenbach, el cual analiza y evalúa el desempeño de las Fuerzas Armadas argentinas durante la guerra de las Malvinas de 1982.

## Biografía
Nació el 14 de septiembre de 1896, en la provincia de Santiago del Estero. Ingresó al Colegio Militar de la Nación en 1913. En 1933, viajó a Alemania para realizar estudios militares. Entre el 20 de diciembre de 1955 y el 17 de octubre de 1956, siendo general de división, se desempeña como jefe del Estado Mayor de Coordinación.
Estuvo destinado entre 1936 y 1939 en la Secretaría del Ministerio de Guerra y en 1943 estuvo en el Comando del Primer Ejército con asiento en Rosario. En 1949 fue comandante de la Tercera División de Ejército con asiento en Paraná y en 1950 director del Centro de Altos Estudios del Ejército.
Fue ascendido a teniente general el 3 de abril de 1956 y pasó a retiro ese mismo año.
Con su buena reputación, fue escogido por el presidente José María Guido para ocupar la Secretaría de Guerra prestando juramento el 24 de septiembre de 1962. Fue designado en reemplazo del general de brigada José Cornejo Saravia, quien se había visto obligado a renunciar por presión del sector "azul" del Ejército.
Su peregrinaje como secretario del ejército estuvo marcado por la falta de subordinación del comandante en jefe del Ejército, general Juan Carlos Onganía. Este por su parte prefería tener otro secretario más "manejable". El general Rattenbach le exigió el acatamiento al secretario militar y ante la negativa, renunció el 13 de mayo de 1963. En su lugar fue designado el general de brigada Héctor Repetto, amigo de Onganía, a quien Rattenbach demandó defender la jerarquía de la secretaría.
En 1963, junto con otros militares firmó el decreto ley 2713 de prohibición de actividades peronistas. Este determinaba responsabilidades penales para:

1) Los que hicieren de palabra o por escrito la apología del tirano prófugo o del régimen peronista o del partido disuelto por dec.-ley 3855/55 (XV-A 602), aun cuando no mediare la existencia de una finalidad de afirmación ideológica o de propaganda peronista;

2) La difusión, por cualquier medio o forma en que se efectuase, de directivas, declaraciones, entrevistas o actividades del tirano prófugo y quede alguna manera signifiquen injerencia en el plano de lo político o gremial nacional, aun cuando en su divulgación no mediase la existencia de una finalidad de afirmación ideológica o propaganda peronista;

3) El contacto por cualquier medio con el tirano prófugo vinculadas a la actividad política o gremial y la actuación de quienes sirviesen de nexo a aquellas para tales fines y para los previstos en el inciso anterior."

Ante la creciente impopularidad y descontento social, pidió una entrevista con el presidente de facto Onganía, sugiriendo tomar medidas para descomprimir la creciente tensión.
Rattenbach falleció en 1984.

## Informe Rattenbach
En síntesis, el Informe Rattenbach se creó tras la derrota en la guerra de las Malvinas, la última Junta Militar de la dictadura autoproclamada Proceso de Reorganización Nacional, integrada por el teniente general Cristino Nicolaides, el almirante Rubén Oscar Franco y el brigadier general Augusto Jorge Hughes, en un intento por tomar otra vez la iniciativa política perdida por el descontento popular y el descrédito de las Fuerzas Armadas, creó una comisión encargada de analizar y evaluar el desempeño de dichas fuerzas en el conflicto bélico del Atlántico sur. Este ha sido catalogado como «el documento más objetivo y fidedigno sobre la responsabilidad de los jefes militares y subalternos, que podría ser la base para un futuro juicio por la verdad sobre este conflicto bélico».

## Rattenbach, el peronismo y la dictadura
El Decreto-Ley N.º 2713, con fecha del 10 de abril de 1963 y publicado en el Boletín Oficial siete días después, critica, prohíbe y castiga con dureza la «presencia y actividades de las fuerzas antidemocráticas peronistas». Esta norma está firmada por el presidente José María Guido y Benjamín Rattenbach, junto a otros secretarios y ministros.
El decreto-ley expresaba en su considerando que las restricciones al peronismo «pasan a ser efectivas en salvaguardia del patrimonio moral e institucional del país, deben aplicarse en forma permanente». En este sentido, el artículo 1.º establecía que «quedan sujetos a penalidades quienes hicieren de palabra o por escrito la apología del tirano prófugo o del régimen peronista o del partido aún cuando no mediare la existencia de una finalidad de afirmación ideológica o de propaganda peronista». Con «tirano prófugo», el decreto se refería a Juan Domingo Perón, exiliado en España.
Y el 5 de noviembre de 1975, pidió la renuncia presidencial de María Estela Martínez de Perón.

Nuestra gobernante actual no puede afrontar la crisis. Primero, por su sexo. Segundo, por su sistema nervioso delicado, que se debilita fácilmente ante esfuerzos prolongados, y tercero, por su limitada capacidad para desempeñarse con eficiencia en dicho cargo en momentos tan difíciles. (…) Nuestra gobernante, sin dudas, tiene la mejor voluntad para ejercer sus funciones, pero lamentablemente le faltan condiciones para ello. El grave peligro que se avecina, pues, para la Nación en los próximos tiempos, dado el clima de subversión que se está gestando –y esto no sólo por parte del marxismo sino también por otras tendencias– exige que se halle al frente del Gobierno una persona fuerte y sumamente capaz, para que pueda dominar ese peligro, evitar una nueva revolución –que no deseo y creo que debe evitarse a toda costa– y conducir al país a un estado de orden y tranquilidad que tanta falta le hace.

La cita pertenece a al teniente general –ya por entonces retirado– Benjamín Rattenbach, quien durante una cena mensual que se organizaba en la peña El Ombú difundió su visión sobre «La Guerra Revolucionaria y la subversión» en los primeros días de noviembre de 1975.

## Rattenbach y Malvinas, el nuevo papel de las Fuerzas Armadas
- Rattenbach propuso un nuevo papel para las Fuerzas Armadas argentinas en su libro El sector militar de la sociedad (Buenos Aires, Círculo Militar, 1955, 156 ps). Según las opiniones de Rattenbach, actos castrenses como matar y morir están reñidos con la ética–
- «Nuestros hombres de armas no deberían siquiera haberse planteado la licitud de la reconquista militar del territorio malvinero.»
- Con anterioridad había publicado otro libro, Sociología Militar (Buenos Aires, Librería Perlado, 1958, 158 ps), donde propone la superación del nacionalismo, que «hoy suele ser rotulado de fascismo y de nazismo», sustituyéndolo por un «sentimiento supranacional», en nombre del cual, «si el propio pueblo lo admite», deberá «admitir el comando de jefes de otras naciones, lucha en lejanos continentes, defender objetivos aparentemente extraños a los intereses del propio país […]. La Sociología Militar tendrá que evolucionar en el mismo sentido, teniendo en cuenta estas modernas concepciones internacionales» (p. 140–141). Por lo que se deduce que las fuerzas armadas argentinas deberían responder a intereses foráneos y ya no a intereses nacionales.

## Reconocimiento del Gobierno de Cristina Fernández
La presidenta Cristina Fernández de Kirchner expresó, en discurso oficial del 9 de febrero de 2012, el «honor y orgullo» que sentía por la figura «sanmartiniana» de vocación democrática del teniente general Benjamín Rattenbach, director del informe sobre Malvinas que fue desclasificado:

El orgullo que tenemos los argentinos de haber tenido generales como el General Rattenbach, un verdadero hijo del ejército sanmartiniano, que debe haber elaborado y analizado con mucho dolor el Informe (…) Democracia que es nada más y nada menos que los gobiernos que surgen de la voluntad popular, expresados a través del voto libre y sin proscripciones.

## Libros
- Estudios y Reflexiones, editado por el Círculo Militar en 1955.
- Sociología Militar, editado por el Círculo Militar en 1958.
- El Sector Militar De La Sociedad, editado por el Círculo Militar en 1965.
- El Sistema Social-militar en la Sociedad Moderna. Editorial Pleamar, 1973.
- Sobre el país y las fuerzas armadas. Emecé Editores, 1975.
- Introducción a la Estrategia. Editorial Pleamar, 1979.